# Buxtehuder Bulle
De Buxtehuder Bulle ("Buxtehude-stier") is een Duitse literatuurprijs voor kinderboekenschrijvers. De prijs wordt eenmaal per jaar toegekend aan het beste verhalende jeugdboek van het afgelopen jaar. De prijs is in 1971 ingesteld op initiatief van boekhandelaar Winfried Ziemann uit het stadje Buxtehude († 16 november 2010). Sinds 1981 wordt de prijs uitgereikt door de stad Buxtehude. Aan de prijs is een geldbedrag van 5.000 Euro verbonden en een ijzeren sculptuur in de vorm van een stier (Bulle). De naamgever van de Buxtehuder Bulle is de vredelievende stier Ferdinand uit het gelijknamige kinderboek van de Amerikaanse schrijver Munro Leaf.

## Reglement
De winnaar wordt gekozen door een jaarlijks wisselende jury die bestaat uit elf jongeren in de leeftijd van 14 tot 17 jaar, en elf volwassenen. Veelal worden werken genomineerd door uitgevers maar het komt ook voor dat schrijvers hun eigen boek insturen. Boeken die meedingen moeten in het Duits uitgegeven zijn. Naar het Duits vertaalde werken zijn ook toegestaan.

## Winnaars
| Jaar | Schrijver                  | Boek                                                               | ISBN              |
| ---- | -------------------------- | ------------------------------------------------------------------ | ----------------- |
| 1971 | Alexander Sutherland Neill | Die grüne Wolke                                                    | 978-3-499-20794-5 |
| 1972 | Cili Wethekam              | Tignasse, Kind der Revolution                                      | 978-3-423-07388-2 |
| 1973 | Tilman Röhrig              | Thoms Bericht                                                      | 978-3-7903-0219-6 |
| 1974 | Gail Graham                | Zwischen den Feuern                                                | 978-3-473-35015-5 |
| 1975 | Johanna Reiss              | Und im Fenster der Himmel                                          | 978-3-453-02928-6 |
| 1976 | Jaap ter Haar              | Behalt das Leben lieb                                              | 978-3-7903-0219-6 |
| 1977 | Gudrun Pausewang           | Die Not der Familie Caldera                                        | 978-3-473-35034-6 |
| 1978 | Leonie Ossowski            | Stern ohne Himmel                                                  | 978-3-453-02928-6 |
| 1979 | Michael Ende               | Die unendliche Geschichte                                          | 978-3-522-17684-2 |
| 1980 | Hermann Vinke              | Das kurze Leben der Sophie Scholl                                  | 978-3-473-58011-8 |
| 1981 | Myron Levoy                | Der gelbe Vogel                                                    | 978-3-401-04612-9 |
| 1982 | Rudolf Frank               | Der Junge, der seinen Geburtstag vergaß                            | 978-3-473-51505-9 |
| 1983 | Gudrun Pausewang           | Die letzten Kinder von Schewenborn                                 | 978-3-473-58007-1 |
| 1984 | Mildred D. Taylor          | Donnergrollen hör mein Schrei’n                                    | 978-3-407-78071-3 |
| 1985 | Urs M. Fiechtner           | Annas Geschichte                                                   | 978-3-473-58007-1 |
| 1986 | Joan Lingard               | Über die Barrikaden                                                | 978-3-473-35081-0 |
| 1987 | James Watson               | Hinter vorgehaltener Hand                                          | 978-3-7976-1430-8 |
| 1988 | Isolde Heyne               | Sternschnuppenzeit                                                 | 978-3-401-04180-3 |
| 1989 | Heidi Glade-Hassenmüller   | Gute Nacht, Zuckerpüppchen                                         | 978-3-499-20614-6 |
| 1990 | Maria Seidemann            | Rosalie                                                            | 978-3-922723-97-4 |
| 1991 | Ursula Wölfel              | Ein Haus für alle                                                  | 978-3-522-18096-2 |
| 1992 | Mecka Lind                 | Manchmal gehört mir die ganze Welt                                 | 978-3-401-04397-5 |
| 1993 | Klaus Kordon               | Der erste Frühling                                                 | 978-3-407-78923-5 |
| 1994 | Katarina von Bredow        | Ludvig meine Liebe                                                 | 978-3-407-78881-8 |
| 1995 | Tonke Dragt                | Turmhoch und meilenweit                                            | 978-3-7725-1442-5 |
| 1996 | Jostein Gaarder            | Durch einen Spiegel, in einem dunklen Wort                         | 978-3-446-18071-0 |
| 1997 | Ralf Isau                  | Das Museum der gestohlenen Erinnerungen                            | 978-3-522-17120-5 |
| 1998 | Andreas Steinhöfel         | Die Mitte der Welt                                                 | 978-3-551-31101-6 |
| 1999 | John Marsden               | Gegen jede Chance                                                  | 978-3-8000-2580-0 |
| 2000 | Sherryl Jordan             | Junipers Spiel                                                     | 978-3-7074-0164-6 |
| 2001 | David Grossman             | Wohin du mich führst                                               | 978-3-446-20021-0 |
| 2002 | Hanna Jansen               | Über tausend Hügel wandere ich mit dir                             | 978-3-522-17476-3 |
| 2003 | Nancy Farmer               | Das Skorpionenhaus                                                 | 978-3-7855-4634-5 |
| 2004 | Rainer M. Schröder         | Die Lagune der Galeeren                                            | 978-3-401-05324-0 |
| 2005 | Kevin Brooks               | Lucas                                                              | 978-3-423-70913-2 |
| 2006 | Stephenie Meyer            | Bis(s) zum Morgengrauen                                            | 978-3-551-58149-5 |
| 2007 | Anne C. Voorhoeve          | Liverpool Street                                                   | 978-3-473-35264-7 |
| 2008 | Markus Zusak               | Die Bücherdiebin                                                   | 978-3-7645-0284-3 |
| 2009 | Suzanne Collins            | Die Tribute von Panem – Tödliche Spiele                            | 978-3-7891-3218-6 |
| 2010 | Susan Beth Pfeffer         | Die Welt, wie wir sie kannten                                      | 978-3-551-58218-8 |
| 2011 | Lauren Oliver              | Delirium                                                           | 978-3-551-58232-4 |
| 2012 | John Green                 | Das Schicksal ist ein mieser Verräter                              | 978-3-446-24009-4 |
| 2013 | Christine Fehér            | Dann mach ich eben Schluss                                         | 978-3-570-16115-9 |
| 2014 | David Safier               | 28 Tage lang                                                       | 978-3-499-21174-4 |
| 2015 | Victoria Aveyard           | Die Farben des Blutes: Die rote Königin                            | 978-3-551-58326-0 |
| 2016 | Tamara Ireland Stone       | Mit anderen Worten: ich                                            | 978-3-7348-5021-9 |
| 2017 | John Boyne                 | Der Junge auf dem Berg                                             | 978-3-7373-4062-5 |
| 2018 | Amy Giles                  | Jetzt ist alles, was wir haben                                     | 978-3-570-16487-7 |
| 2019 | Wendelin Van Draanen       | Acht Wochen Wüste                                                  |                   |
| 2020 | Alan Gratz                 | Vor uns das Meer. Drei Jugendliche, drei Jahrzehnte, eine Hoffnung |                   |
| 2021 | Malene Sølvsten            | Ansuz – Das Flüstern der Raben                                     |                   |

## Buxtehude Boulevard

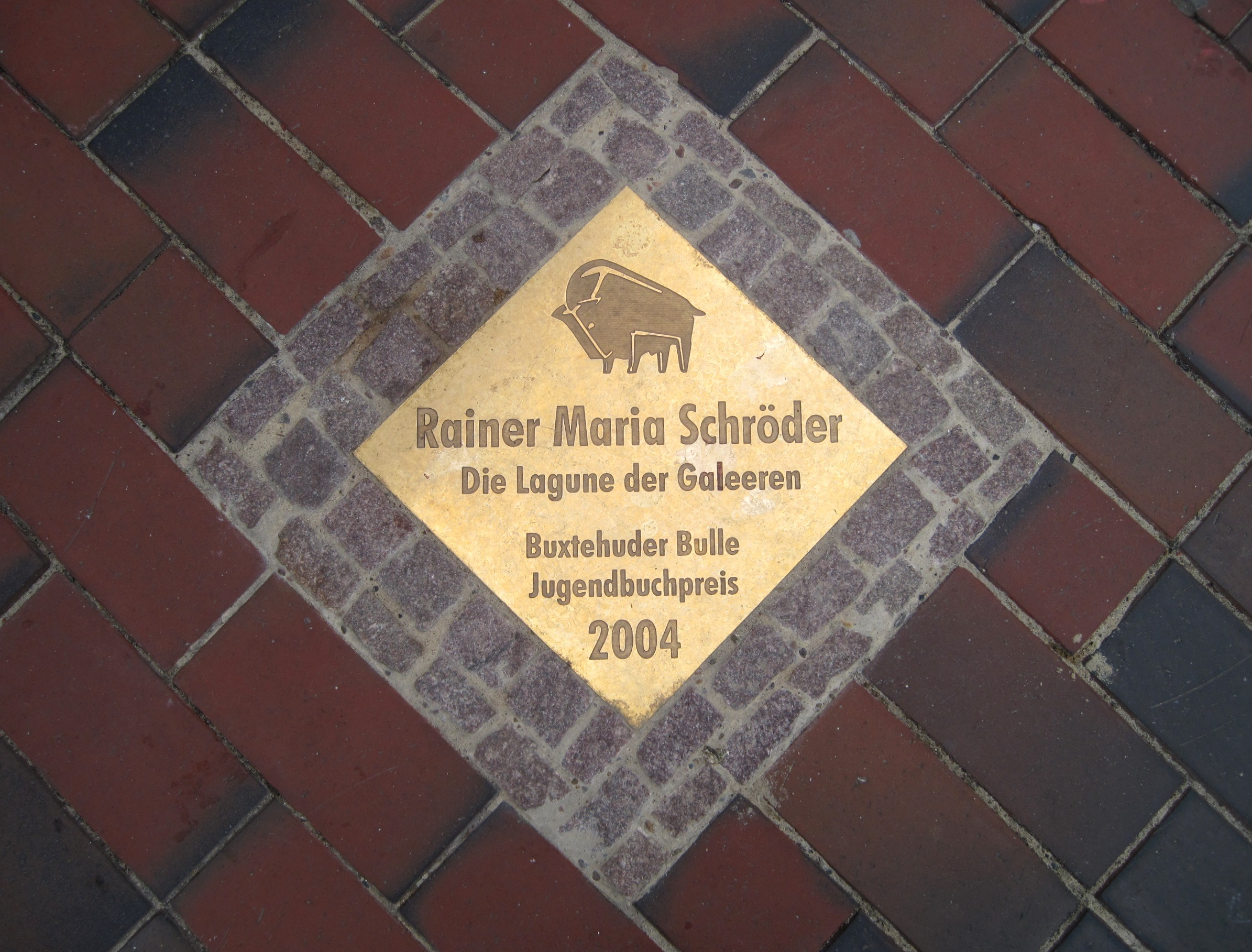
Buxtehuder BULLEvard: Messing tegel voor schrijver Rainer M. Schröder

In de plaatselijke Bahnhofstraße is voor elke prijswinnaar een messing stoeptegel van 40x40 cm in de bestrating opgenomen. Op elke tegel staat de naam van de prijswinnaar, de titel van het boek en het jaar van uitgave.

## Buxtehuder Kälbchen
In 2005 werd voor het eerst het Buxtehuder Kälbchen ("Buxtehuder Kalfje") uitgereikt, een prijs voor het beste prentenboek van het jaar. De prijs ging naar Birte Müller voor het boek Fritz Frosch. In 2007 ging de prijs naar Lieselotte lauert van Alexander Steffensmeier. Het winnende boek wordt gekozen door de kleuters van de stad Buxtehude. De werkwijze daarbij is dat een aantal rugzakken met genomineerde boeken (zogenaamde rugzakbibliotheken) een reis maken langs alle 18 lokale kleuterscholen. De kleuters kunnen zich een aantal weken buigen over de inzendingen en bij de volgende kleuterschool hun favoriete boek laten zien.